# Айтхожина Нагіма Абенівна
Нагіма Абенівна Айткожина (нар. 22 лютого 1946, Петропавловськ, Казахська РСР — 10 листопада 2020) — казахська науковиця в галузі молекулярної біології, молекулярної генетики, медичної генетики та біотехнології, доктор біологічних наук, професор, академік, президент Національної академії наук Республіки Казахстан. Дійсна член Нью-Йоркської академії наук.

## Життєпис
1969 — закінчила Казахський державний університет імені С. М. Кірова.
1970—1973 — аспірантка Інституту молекулярної біології ім. В. А. Енгельгардта АН СРСР в Москві.
1974—1983 — молодший, старший, провідний науковий співробітник Інституту ботаніки.
1983—1989 — провідний науковий співробітник Інституту молекулярної біології та біохімії імені М. А. Айтхожина.
1990—2012 — засновник і завідувач першої в Казахстані лабораторії геному інституту молекулярної біології та біохімії імені М. А. Айтхожина.
1990—2018 — генеральний директор інституту молекулярної біології та біохімії імені М. А. Айтхожина.
1996—1999 — академік-секретар (голова) відділення біологічних і медичних наук Національної академії наук Республіки Казахстан.
1999—2002 — президент Національної академії наук Республіки Казахстан.

## Наукова та педагогічна діяльність
Тема кандидатської дисертації «Структурно-функціональна організація ядерних РНП частинок, що містять про-мРНК».
Тема докторської дисертації «Алкалоїди — інгібітори біосинтезу макромолекул».
Основні напрями наукових досліджень: молекулярна біологія, молекулярна генетика, медична генетика, біотехнологія. Засновниця молекулярної генетики людини та рослин в Казахстані, створила першу в країні лабораторію геному. Вперше в Казахстані провела молекулярно-генетичний аналіз ДНК з муміфікованих матеріалів археологічних розкопок кургану Берель на території Східноказахстанської області. Ці роботи лягли в основу досліджень у республіці щодо палеогеноміки, етнічної історії та етногенезу народів.
За результатами наукових досліджень опубліковано понад 300 наукових робіт, багато з яких — в провідних журналах за кордоном. Отримано 29 авторських свідоцтв і патентів.
Науковий керівник 3-х докторських, 17 кандидатських дисертацій, науково-дослідних проектів, грантів та науково-технічних програм (НТП) з фундаментальних досліджень.

## Державна і громадська діяльність
1989—1991 — народний депутат СРСР, член комітету з питань науки Верховної ради СРСР.
З 1995 — член Республіканської ради жінок.
1999—2005 — член національної комісії у справах сім'ї та жінок при Президентові Республіки Казахстан.

## Нагороди і премії
Срібна медаль Міжнародної виставки «Еврика», Брюссель (1993).
Грант CRDF Visiting Scientist в США (1997).
Лауреатка премії «Платиновий Тарлан» в номінації «Наука» (2000).
Орден «Парасат» (2001).
Орден Барса III ступеня (2011).
Почесні грамоти Академії наук АН Каз РСР, HAH РК, МОН РК за плідну роботу і внесок в розвиток науки Казахстану.

## Родина
Нагіма Айтхожина народилась в багатодітній родині. Її брати і сестри також стали відомими знаменитими особистостями. Серед них:
- Мурат Айтхожин — фахівець в галузі молекулярної біології та біохімії, академік та президент Академії наук Казахської РСР (1986—1987), доктор біологічних нау, професор, лауреат Ленінської премії.
- Наріман Айтхожин — фахівець в галузі радіоприладобудування, один з творців протиракетних систем СРСР.
- Сабір Айтхожин — науковець в галузі створення нових напівпровідників і транзисторів.
- Назіра Айтхожина — доктор біологічних наук, гауковиця в галузі вивчення фітопатогенних мікроорганізмів.
- Марат Айтхожин — геолог.

## Основні наукові праці
- Selective inhibition of the polypeptide chain elongation in eukaryotic cells.1995;
- Биология культивируемых клеток пшеницы, экспонированных на борту космической станции «Мир»: деление, морфогенез и дифференциация. 2001;
- Polymorphism of the promoter region of the angiotensinogen gene and the gene for angiotensin I-converting enzyme in arterial hypertension and cardiovascular disease of the kazakh ethnic group. 2003;
- Polymorphism of noncoding region of mitochondrial genome from three populations of kazakh groups inhabited territory of Kazakhstan. 2004.